# Campionato europeo femminile di pallavolo 2011
Il campionato europeo femminile di pallavolo 2011 si è svolto dal 23 settembre al 2 ottobre 2011 a Belgrado e Zrenjanin, in Serbia, e a Busto Arsizio e Monza, in Italia: al torneo hanno partecipato sedici squadre nazionali europee e la vittoria è andata per la prima volta alla Serbia.

## Qualificazioni
Al torneo hanno partecipato: le nazionali dei due paesi organizzatori, le prime cinque nazionali classificate al campionato europeo 2009 (in questo caso si è qualificata la sesta classificata in quanto l'Italia, prima nella precedente edizione, è già qualificata come paese organizzatore) e nove nazionali qualificate tramite il torneo di qualificazione.

## Impianti
|                                                                           |                                                                          |                                                                                                 |
|                                                                           |                                                                          |                                                                                                 |
| Pionir Hall Città: Belgrado Capienza: 8 150 Anno d'apertura: 1973         | Kristalna dvorana Città: Zrenjanin Capienza: 3 000 Anno d'apertura: 2009 | Palazzo dello Sport Maria Piantanida Città: Busto Arsizio Capienza: 4 490 Anno d'apertura: 1997 |
|                                                                           |                                                                          |                                                                                                 |
| Palazzetto dello Sport Città: Monza Capienza: 4 500 Anno d'apertura: 2003 |                                                                          |                                                                                                 |

## Regolamento

### Formula
Le squadre hanno disputato una prima fase a gironi con formula del girone all'italiana; al termine della prima fase le prime tre classificate di ogni girone hanno acceduto alla fase finale, strutturata in ottavi di finale (a cui hanno partecipato le seconde e le terze classificate di ogni girone), quarti di finale, semifinali, finale per il terzo posto e finale.

### Criteri di classifica
Se il risultato finale è stato di 3-0 o 3-1 sono stati assegnati 3 punti alla squadra vincente e 0 a quella sconfitta, se il risultato finale è stato di 3-2 sono stati assegnati 2 punti alla squadra vincente e 1 a quella sconfitta.
L'ordine del posizionamento in classifica è stato definito in base a:
- Punti;
- Numero di partite vinte;
- Ratio dei set vinti/persi;
- Ratio dei punti realizzati/subiti;
- Risultati degli scontri diretti.

## Squadre partecipanti
| Squadra     | Qualificazione                            | Ultima partecipazione |
| ----------- | ----------------------------------------- | --------------------- |
| Azerbaigian | 1ª al torneo di qualificazione (girone A) | Polonia 2009          |
| Bulgaria    | 1ª al torneo di qualificazione (girone F) | Polonia 2009          |
| Croazia     | Spareggio al torneo di qualificazione     | Polonia 2009          |
| Francia     | Spareggio al torneo di qualificazione     | Polonia 2009          |
| Germania    | 4ª al campionato europeo 2009             | Polonia 2009          |
| Israele     | Spareggio al torneo di qualificazione     | Italia 1971           |
| Italia      | Paese organizzatore                       | Polonia 2009          |
| Paesi Bassi | 2ª al campionato europeo 2009             | Polonia 2009          |
| Polonia     | 3ª al campionato europeo 2009             | Polonia 2009          |
| Rep. Ceca   | 1ª al torneo di qualificazione (girone B) | Polonia 2009          |
| Romania     | 1ª al torneo di qualificazione (girone E) | Croazia 2005          |
| Russia      | 6ª al campionato europeo 2009             | Polonia 2009          |
| Serbia      | Paese organizzatore                       | Polonia 2009          |
| Spagna      | 1ª al torneo di qualificazione (girone D) | Polonia 2009          |
| Turchia     | 5ª al campionato europeo 2009             | Polonia 2009          |
| Ucraina     | 1ª al torneo di qualificazione (girone C) | Turchia 2003          |

## Torneo

### Fase a gironi
I gironi sono stati sorteggiati il 3 dicembre 2010 a Monza.
| Girone A | Girone B    | Girone C  | Girone D    |
| -------- | ----------- | --------- | ----------- |
| Francia  | Azerbaigian | Israele   | Bulgaria    |
| Germania | Croazia     | Polonia   | Paesi Bassi |
| Serbia   | Italia      | Rep. Ceca | Russia      |
| Ucraina  | Turchia     | Romania   | Spagna      |

#### Girone A

##### Risultati
| 24 settembre 2011 Pionir Hall, Belgrado Durata: 1h:10 - Spettatori: 400   | Germania | 3 - 0 | Ucraina  | 25-17, 25-15, 25-17        |
| 24 settembre 2011 Pionir Hall, Belgrado Durata: 1h:36 - Spettatori: 4 200 | Francia  | 1 - 3 | Serbia   | 25-20, 15-25, 11-25, 19-25 |
| 25 settembre 2011 Pionir Hall, Belgrado Durata: 1h:24 - Spettatori: 300   | Francia  | 0 - 3 | Germania | 18-25, 23-25, 18-25        |
| 25 settembre 2011 Pionir Hall, Belgrado Durata: 1h:06 - Spettatori: 3 400 | Serbia   | 3 - 0 | Ucraina  | 25-18, 25-18, 25-14        |
| 26 settembre 2011 Pionir Hall, Belgrado Durata: 1h:12 - Spettatori: 250   | Ucraina  | 0 - 3 | Francia  | 24-26, 14-25, 15-25        |
| 26 settembre 2011 Pionir Hall, Belgrado Durata: 1h:44 - Spettatori: 3 900 | Serbia   | 1 - 3 | Germania | 22-25, 15-25, 25-20, 17-25 |

##### Classifica
| Pos. | Squadra  | Pt | G | V | P | SV | SP | Ratio | PF  | PS  | Ratio |
| ---- | -------- | -- | - | - | - | -- | -- | ----- | --- | --- | ----- |
| 1.   | Germania | 9  | 3 | 3 | 0 | 9  | 1  | 9,000 | 245 | 187 | 1,310 |
| 2.   | Serbia   | 6  | 3 | 2 | 1 | 7  | 4  | 1,750 | 249 | 215 | 1,158 |
| 3.   | Francia  | 3  | 3 | 1 | 2 | 4  | 6  | 0,667 | 205 | 223 | 0,919 |
| 4.   | Ucraina  | 0  | 3 | 0 | 3 | 0  | 9  | 0,000 | 152 | 226 | 0,673 |

      Qualificata ai quarti di finale.
      Qualificata agli ottavi di finale.

#### Girone B

##### Risultati
| 23 settembre 2011 Palazzetto dello Sport, Monza Durata: 1h:44 - Spettatori: 800   | Turchia     | 3 - 1 | Azerbaigian | 23-25, 25-17, 25-19, 25-21       |
| 23 settembre 2011 Palazzetto dello Sport, Monza Durata: 1h:17 - Spettatori: 3 000 | Croazia     | 0 - 3 | Italia      | 19-25, 20-25, 19-25              |
| 24 settembre 2011 Palazzetto dello Sport, Monza Durata: 1h:23 - Spettatori: 1 600 | Croazia     | 3 - 0 | Turchia     | 25-21, 25-23, 25-22              |
| 24 settembre 2011 Palazzetto dello Sport, Monza Durata: 1h:44 - Spettatori: 3 900 | Italia      | 3 - 1 | Azerbaigian | 25-22, 25-22, 21-25, 25-16       |
| 25 settembre 2011 Palazzetto dello Sport, Monza Durata: 1h:52 - Spettatori: 1 800 | Azerbaigian | 3 - 1 | Croazia     | 27-25, 18-25, 25-21, 25-18       |
| 25 settembre 2011 Palazzetto dello Sport, Monza Durata: 1h:58 - Spettatori: 4 100 | Italia      | 2 - 3 | Turchia     | 25-21, 26-28, 16-25, 25-22, 9-15 |

##### Classifica
| Pos. | Squadra     | Pt | G | V | P | SV | SP | Ratio | PF  | PS  | Ratio |
| ---- | ----------- | -- | - | - | - | -- | -- | ----- | --- | --- | ----- |
| 1.   | Italia      | 7  | 3 | 2 | 1 | 8  | 4  | 2,000 | 272 | 254 | 1,071 |
| 2.   | Turchia     | 5  | 3 | 2 | 1 | 6  | 6  | 1,000 | 275 | 258 | 1,066 |
| 3.   | Azerbaigian | 3  | 3 | 1 | 2 | 5  | 7  | 0,714 | 262 | 283 | 0,926 |
| 4.   | Croazia     | 3  | 3 | 1 | 2 | 4  | 6  | 0,667 | 222 | 236 | 0,941 |

      Qualificata ai quarti di finale.
      Qualificata agli ottavi di finale.

#### Girone C

##### Risultati
| 24 settembre 2011 Kristalna dvorana, Zrenjanin Durata: 1h:08 - Spettatori: 600   | Israele   | 0 - 3 | Polonia   | 23-25, 7-25, 15-25  |
| 24 settembre 2011 Kristalna dvorana, Zrenjanin Durata: 1h:20 - Spettatori: 1 000 | Romania   | 0 - 3 | Rep. Ceca | 27-29, 19-25, 16-25 |
| 25 settembre 2011 Kristalna dvorana, Zrenjanin Durata: 1h:25 - Spettatori: 500   | Polonia   | 3 - 0 | Rep. Ceca | 25-20, 28-26, 25-20 |
| 25 settembre 2011 Kristalna dvorana, Zrenjanin Durata: 1h:13 - Spettatori: 650   | Israele   | 0 - 3 | Romania   | 17-25, 23-25, 14-25 |
| 26 settembre 2011 Kristalna dvorana, Zrenjanin Durata: 1h:05 - Spettatori: 450   | Rep. Ceca | 3 - 0 | Israele   | 25-11, 25-18, 25-16 |
| 26 settembre 2011 Kristalna dvorana, Zrenjanin Durata: 1h:22 - Spettatori: 800   | Polonia   | 3 - 0 | Romania   | 27-25, 25-18, 25-22 |

##### Classifica
| Pos. | Squadra   | Pt | G | V | P | SV | SP | Ratio | PF  | PS  | Ratio |
| ---- | --------- | -- | - | - | - | -- | -- | ----- | --- | --- | ----- |
| 1.   | Polonia   | 9  | 3 | 3 | 0 | 9  | 0  | MAX   | 230 | 176 | 1,307 |
| 2.   | Rep. Ceca | 6  | 3 | 2 | 1 | 6  | 3  | 2,000 | 220 | 185 | 1,189 |
| 3.   | Romania   | 3  | 3 | 1 | 2 | 3  | 6  | 0,500 | 202 | 210 | 0,962 |
| 4.   | Israele   | 0  | 3 | 0 | 3 | 0  | 9  | 0,000 | 144 | 225 | 0,640 |

      Qualificata ai quarti di finale.
      Qualificata agli ottavi di finale.

#### Girone D

##### Risultati
| 23 settembre 2011 PalaPiantanida, Busto Arsizio Durata: 1h:07 - Spettatori: 500   | Paesi Bassi | 3 - 0 | Spagna      | 25-15, 25-14, 25-17        |
| 23 settembre 2011 PalaPiantanida, Busto Arsizio Durata: 1h:20 - Spettatori: 1 400 | Bulgaria    | 0 - 3 | Russia      | 13-25, 24-26, 21-25        |
| 24 settembre 2011 PalaPiantanida, Busto Arsizio Durata: 1h:18 - Spettatori: 1 500 | Bulgaria    | 0 - 3 | Paesi Bassi | 23-25, 17-25, 23-25        |
| 24 settembre 2011 PalaPiantanida, Busto Arsizio Durata: 1h:54 - Spettatori: 1 900 | Russia      | 3 - 1 | Spagna      | 32-30, 19-25, 25-20, 25-22 |
| 25 settembre 2011 PalaPiantanida, Busto Arsizio Durata: 1h:49 - Spettatori: 2 400 | Russia      | 3 - 1 | Paesi Bassi | 26-24, 24-26, 25-15, 25-22 |
| 25 settembre 2011 PalaPiantanida, Busto Arsizio Durata: 1h:13 - Spettatori: 1 950 | Spagna      | 3 - 0 | Bulgaria    | 25-17, 25-18, 25-21        |

##### Classifica
| Pos. | Squadra     | Pt | G | V | P | SV | SP | Ratio | PF  | PS  | Ratio |
| ---- | ----------- | -- | - | - | - | -- | -- | ----- | --- | --- | ----- |
| 1.   | Russia      | 9  | 3 | 3 | 0 | 9  | 2  | 4,500 | 277 | 242 | 1,145 |
| 2.   | Paesi Bassi | 6  | 3 | 2 | 1 | 7  | 3  | 2,333 | 237 | 209 | 1,134 |
| 3.   | Spagna      | 3  | 3 | 1 | 2 | 4  | 6  | 0,667 | 218 | 232 | 0,940 |
| 4.   | Bulgaria    | 0  | 3 | 0 | 3 | 0  | 9  | 0,000 | 177 | 226 | 0,783 |

      Qualificata ai quarti di finale.
      Qualificata agli ottavi di finale.

### Fase finale
|  | Ottavi di finale | Ottavi di finale | Ottavi di finale |  |  | Quarti di finale | Quarti di finale | Quarti di finale |  |    | Semifinali | Semifinali | Semifinali |    |                 | Finale          | Finale          | Finale |
|  |                  |                  |                  |  |  |                  |                  |                  |  |    |            |            |            |    |                 |                 |                 |        |
|  |                  |                  |                  |  |  | 1A               | Germania         | 3                |  |    |            |            |            |    |                 |                 |                 |        |
|  |                  |                  |                  |  |  | 1A               | Germania         | 3                |  |    |            |            |            |    |                 |                 |                 |        |
|  | 2C               | Rep. Ceca        | 3                |  |  | 2C               | Rep. Ceca        | 0                |  |    |            |            |            |    |                 |                 |                 |        |
|  | 2C               | Rep. Ceca        | 3                |  |  | 2C               | Rep. Ceca        | 0                |  |    |            |            |            |    |                 |                 |                 |        |
|  | 3A               | Francia          | 1                |  |  |                  |                  |                  |  | 1A | Germania   | 3          |            |    |                 |                 |                 |        |
|  | 3A               | Francia          | 1                |  |  |                  |                  |                  |  | 1A | Germania   | 3          |            |    |                 |                 |                 |        |
|  |                  |                  |                  |  |  |                  |                  |                  |  |    | 1B         | Italia     | 0          |    |                 |                 |                 |        |
|  |                  |                  |                  |  |  |                  |                  |                  |  |    | 1B         | Italia     | 0          |    |                 |                 |                 |        |
|  |                  |                  |                  |  |  | 1B               | Italia           | 3                |  |    |            |            |            |    |                 |                 |                 |        |
|  |                  |                  |                  |  |  |                  |                  |                  |  |    |            |            |            |    |                 |                 |                 |        |
|  | 2D               | Paesi Bassi      | 3                |  |  | 2D               | Paesi Bassi      | 1                |  |    |            |            |            |    |                 |                 |                 |        |
|  | 2D               | Paesi Bassi      | 3                |  |  |                  |                  |                  |  |    |            |            |            |    |                 |                 |                 |        |
|  | 3B               | Azerbaigian      | 1                |  |  |                  |                  |                  |  |    |            |            |            |    | 1A              | Germania        | 2               |        |
|  | 3B               | Azerbaigian      | 1                |  |  |                  |                  |                  |  |    |            |            |            |    | 1A              | Germania        | 2               |        |
|  |                  |                  |                  |  |  |                  |                  |                  |  |    |            |            |            |    |                 | 2A              | Serbia          | 3      |
|  |                  |                  |                  |  |  |                  |                  |                  |  |    |            |            |            |    |                 | 2A              | Serbia          | 3      |
|  |                  |                  |                  |  |  | 1C               | Polonia          | 0                |  |    |            |            |            |    |                 |                 |                 |        |
|  |                  |                  |                  |  |  | 1C               | Polonia          | 0                |  |    |            |            |            |    |                 |                 |                 |        |
|  | 2A               | Serbia           | 3                |  |  | 2A               | Serbia           | 3                |  |    |            |            |            |    | Finale 3° posto | Finale 3° posto | Finale 3° posto |        |
|  | 2A               | Serbia           | 3                |  |  |                  |                  | 3                |  |    |            |            |            |    |                 |                 |                 |        |
|  | 3C               | Romania          | 0                |  |  |                  |                  |                  |  | 2A | Serbia     | 3          |            | 1B | Italia          | 2               |                 |        |
|  | 3C               | Romania          | 0                |  |  |                  |                  |                  |  | 2A | Serbia     | 3          |            | 1B | Italia          | 2               |                 |        |
|  |                  |                  |                  |  |  |                  |                  |                  |  |    | 2B         | Turchia    | 2          |    |                 | 2B              | Turchia         | 3      |
|  |                  |                  |                  |  |  |                  |                  |                  |  |    | 2B         | Turchia    | 2          |    |                 | 2B              | Turchia         | 3      |
|  |                  |                  |                  |  |  | 1D               | Russia           | 0                |  |    |            |            |            |    |                 |                 |                 |        |
|  |                  |                  |                  |  |  | 1D               | Russia           | 0                |  |    |            |            |            |    |                 |                 |                 |        |
|  | 2B               | Turchia          | 3                |  |  | 2B               | Turchia          | 3                |  |    |            |            |            |    |                 |                 |                 |        |
|  | 2B               | Turchia          | 3                |  |  | 2B               | Turchia          | 3                |  |    |            |            |            |    |                 |                 |                 |        |
|  | 3D               | Spagna           | 0                |  |  |                  |                  |                  |  |    |            |            |            |    |                 |                 |                 |        |
|  | 3D               | Spagna           | 0                |  |  |                  |                  |                  |  |    |            |            |            |    |                 |                 |                 |        |

#### Ottavi di finale
| 27 settembre 2011 Palazzetto dello Sport, Monza Durata: 1h:14 - Spettatori: 350 | Turchia     | 3 - 0 | Spagna      | 25-19, 25-17, 25-21        |
| 27 settembre 2011 Palazzetto dello Sport, Monza Durata: 1h:43 - Spettatori: 420 | Paesi Bassi | 3 - 1 | Azerbaigian | 23-25, 27-25, 25-16, 25-17 |
| 28 settembre 2011 Pionir Hall, Belgrado Durata: 1h:12 - Spettatori: 800         | Serbia      | 3 - 0 | Romania     | 25-19, 25-15, 25-20        |
| 28 settembre 2011 Pionir Hall, Belgrado Durata: 1h:42 - Spettatori: 200         | Rep. Ceca   | 3 - 1 | Francia     | 25-21, 23-25, 25-14, 25-14 |

#### Quarti di finale
| 28 settembre 2011 Palazzetto dello Sport, Monza Durata: 1h:48 - Spettatori: 4 500 | Italia   | 3 - 1 | Paesi Bassi | 25-21, 25-20, 21-25, 25-18 |
| 28 settembre 2011 Palazzetto dello Sport, Monza Durata: 1h:23 - Spettatori: 1 100 | Russia   | 0 - 3 | Turchia     | 25-27, 21-25, 19-25        |
| 29 settembre 2011 Pionir Hall, Belgrado Durata: 1h:16 - Spettatori: 300           | Germania | 3 - 0 | Rep. Ceca   | 25-18, 25-20, 25-17        |
| 29 settembre 2011 Pionir Hall, Belgrado Durata: 1h:15 - Spettatori: 3 100         | Polonia  | 0 - 3 | Serbia      | 14-25, 20-25, 24-26        |

#### Semifinali
| 1º ottobre 2011 Pionir Hall, Belgrado Durata: 1h:13 - Spettatori: 1 000 | Germania | 3 - 0 | Italia  | 25-22, 25-22, 25-17               |
| 1º ottobre 2011 Pionir Hall, Belgrado Durata: 2h:05 - Spettatori: 8 500 | Serbia   | 3 - 2 | Turchia | 25-10, 25-22, 23-25, 23-25, 15-12 |

#### Finale 3º posto
| 2 ottobre 2011 Pionir Hall, Belgrado Durata: 1h:52 - Spettatori: 700 | Italia | 2 - 3 | Turchia | 21-25, 25-15, 27-25, 19-25, 10-15 |

#### Finale
| 2 ottobre 2011 Pionir Hall, Belgrado Durata: 2h:03 - Spettatori: 9 000 | Germania | 2 - 3 | Serbia | 25-16, 20-25, 25-19, 20-25, 9-15 |

## Classifica finale
| Pos     | Squadra     | Rosa |
| ------- | ----------- | --- |
| Oro     | Serbia      | Formazione: 1 Lazarević, 2 Brakočević, 3 Malagurski, 5 Krsmanović, 6 Malešević, 7 Molnar, 8 Antonijević, 9 Vesović, 10 Ognjenović, 12 Nikolić, 13 Ninković, 16 Rašić, 18 Ćebić, 19 Popović, CT: Terzić |
| Argento | Germania    | Formazione: 1 Dürr, 2 Weiß, 4 Tzscherlich, 7 Grün, 8 Kauffeldt, 9 Ssuschke, 10 Matthes, 11 Fürst, 13 Hippe, 14 Kozuch, 15 Brinker, 16 Thomsen, 19 Burchardt, 21 Apitz, CT: Guidetti                    |
| Bronzo  | Turchia     | Formazione: 1 Önal, 2 Kayalar, 3 Güreşen, 6 Uslupehlivan, 7 Cansu, 8 Toksoy, 9 Ö. Kırdar, 10 G. Kırdar, 12 Gümüş, 13 Özsoy, 14 Erdem, 17 Demir, 18 Karakoyun, CT: Motta                                |
| 4       | Italia      | |
| 5       | Polonia     | |
| 6       | Russia      | |
| 7       | Paesi Bassi | |
| 8       | Rep. Ceca   | |
| 9       | Azerbaigian | |
| 10      | Francia     | |
| 11      | Spagna      | |
| 12      | Romania     | |
| 13      | Croazia     | |
| 14      | Bulgaria    | |
| 15      | Ucraina     | |
| 16      | Israele     | |

|  | Qualificata alla Coppa del Mondo 2011, al World Grand Prix 2012 e al campionato europeo 2013. |

|  | Qualificata al Coppa del Mondo 2011 e al World Grand Prix 2012. |

|  |  | Qualificata al World Grand Prix 2012 e al campionato europeo 2013. |

|  | Qualificata al campionato europeo 2013. |

## Premi individuali
| Premio                 | Nome              | Squadra  |
| ---------------------- | ----------------- | -------- |
| MVP                    | Jovana Brakočević | Serbia   |
| Miglior realizzatrice  | Neslihan Demir    | Turchia  |
| Miglior attaccante     | Margareta Kozuch  | Germania |
| Miglior muro           | Christiane Fürst  | Germania |
| Miglior servizio       | Bahar Toksoy      | Turchia  |
| Miglior palleggiatrice | Maja Ognjenović   | Serbia   |
| Miglior ricevitrice    | Angelina Grün     | Germania |
| Miglior libero         | Suzana Ćebić      | Serbia   |